# Верховське Лісничество
Верховське Лісництво (рос. Верховское Лесничество) — присілок Велізького району Смоленської області Росії. Входить до складу Бєляєвського сільського поселення.
Населення — 1 особа (2007 рік).